# Federal Writers’ Project
Das Federal Writers' Project war eine Arbeitsbeschaffungsmaßnahme der amerikanischen Regierung während des New Deal, mit der arbeitslose Intellektuelle zum Wohl der Allgemeinheit wieder in Lohn und Brot gebracht wurden. Das Projekt war der Abteilung Federal One der Bundesbehörde Works Progress Administration unterstellt und lief von 1935 bis 1943, wenn auch die Subventionen bereits 1939 eingestellt wurden.

## Aufgaben
Die im FWP angestellten Akademiker – unter anderem Schriftsteller, Historiker, Geographen, Anthropologen und Fotografen, über die Jahre insgesamt mehr als 6.600 Personen – wurden mit der Aufgabe betraut, die Geschichte und Kultur der amerikanischen Nation für die Nachwelt zu dokumentieren. In bundesstaatlich organisierten Redaktionen erstellten sie zum einen die heute berühmte American Guide Series, Reiseführer für jeden der damals 48 amerikanischen Bundesstaaten, zudem zu den Territorien Alaska und Puerto Rico, zudem auch Monographien zu einzelnen Städten. Jeder der State Guides enthielt einen Abriss zur Geschichte des jeweiligen Bundesstaats, detaillierte Beschreibungen zu seinen Städten und Sehenswürdigkeiten, Essays zu deren Kultur, Wirtschaft und Politik und Fotostrecken.
Von besonderem Interesse sind die zahlreichen in der Feldforschung geführten Interviews, die eine wertvolle Quelle zur Folklore und Sozialgeschichte der USA darstellen und wegweisend für die Entwicklung der Oral History als Methode der Geschichtswissenschaft wurden. So führten Mitarbeiter des FWP im Süden des Landes Interviews mit einigen der letzten noch lebenden ehemaligen Sklaven.
Zahlreiche namhafte Schriftsteller waren an den Projekten des FWP beteiligt, darunter etwa Conrad Aiken, Nelson Algren, Saul Bellow, John Cheever, Ralph Ellison, Kenneth Rexroth, John Steinbeck, Claude McKay, Zora Neale Hurston, Richard Wright und Anzia Yezierska.

## Publikationen
Im Rahmen der American Guide Series entstanden folgende Bände:
Bundesstaaten
- Alabama: A Guide to the Deep South, 1941.
- Arizona: A State Guide, 1940.
- Arkansas: A Guide to the State, Arizona, 1941.
- California: A Guide to the Golden State, 1939. Revised 1954.
- Colorado: A Guide to the Highest State, 1941.
- Connecticut: A Guide to Its Roads, Lore, and People, 1938.
- Delaware: A Guide to the First State, 1938.
- Florida: A Guide to the Southernmost State, 1939.
- Georgia: A Guide to Its Towns and Countryside, 1940.
- Idaho: A Guide to Word and Picture, 1937.
- Illinois: A Descriptive and Historical Guide, 1939.
- Indiana: A Guide to the Hoosier State, 1941.
- Iowa: A Guide to the Hawkeye State, 1938.
- Kansas: A Guide to the Sunflower State, 1939.
- Kentucky: A Guide to the Bluegrass State, 1939.
- Louisiana: A Guide to the State, 1941.
- Maine: A Guide 'Down East' , 1937.
- Maryland: A Guide to the Old Line State, 1940.
- Massachusetts: A Guide to Its Places and People, 1937.
- Michigan: A Guide to the Wolverine State, 1941.
- Minnesota: A State Guide, 1938.
- Mississippi: A Guide to the Magnolia State, 1938.
- Missouri: A Guide to the 'Show Me' State, 1941.
- Montana: A State Guide Book, 1939.
- Nebraska: A Guide to the Cornhusker State, 1939.
- Nevada: A Guide to the Silver State, 1940.
- New Hampshire: A Guide to the Granite State, 1938.
- New Jersey: A Guide to Its Present and Past, 1939.
- New Mexico: A Guide to the Colorful State, 1940.
- New York: A Guide to the Empire State, 1940.
- North Carolina: A Guide to the Old North State, 1939.
- North Dakota: A Guide to the Northern Prairie State, 1938.
- The Ohio Guide, 1940.
- Oklahoma: A Guide to the Sooner State, 1941
- Oregon: The End of the Trail, 1940.
- Pennsylvania: A Guide to the Keystone State, 1940.
- Rhode Island: A Guide to the Smallest State, 1937.
- South Carolina: A Guide to the Palmetto State, 1941.
- A South Dakota Guide, 1938.
- Tennessee: A Guide to the State, 1939.
- Texas: A Guide to the Lone Star State, 1940.
- Utah: A Guide to the State, 1941.
- Vermont: A Guide to the Green Mountain State, 1937.
- Virginia: A Guide to the Old Dominion, 1940.
- Washington, City and Capital, 1937
- Washington: A Guide to the Evergreen State, 1941.
- West Virginia: A Guide to the Mountain State, 1941.
- Wisconsin: A Guide to the Badger State, 1941.
- Wyoming: A Guide to Its History, Highways and People, 1941.

Außenterritorien und binnenamerikanische Landschaften
- A Guide to Alaska: Last American Frontier, 1939.
- Death Valley: A Guide, 1939.
- Puerto Rico: A Guide to the Island of Boriquen, 1940.
- Here's New England!  A Guide to Vacationland, 1939
- Monterey Peninsula, 1941.
- New York Panorama, 1938.
- The WPA Guide to the Minnesota Arrowhead Country, 1941.
- Cape Cod Pilot: A Loquacious Guide, 1937.

Städte
- Erie; a guide to the city and county, 1938.
- Houston, a history and guide, 1942.
- Lincoln City Guide, 1937.
- Los Angeles: A Guide to the City and Its Environs, 1941.
- New Orleans City Guide, 1938.
- The New York City Guide: A Comprehensive Guide to the Five Boroughs of the Metropolis–Manhattan, Brooklyn, the Bronx, Queens, and Richmond, 1939.
- Santa Barbara:  A Guide to the Channel City and its Environs, 1941.
- The WPA Guide to Cincinnati: A Guide to the Queen City and Its Neighbors, 1943.

## Sekundärliteratur
- Jeutonne P. Brewer: The Federal Writers' Project: a bibliography. Scarecrow Press, Metuchen, NH 1994.
- Carl Fleischhauer und Beverly W. Brannan (Hg.): Documenting America, 1935-1943. University of California Press, Berkeley 1988.
- Jerrold Hirsch: Portrait of America: A Cultural History of the Federal Writers' Project, 2003.
- Jerre Mangione: The dream and the deal: the Federal Writers' Project, 1935-1943. Little, Brown, Boston 1972.
- Milton Meltzer: Violins & shovels: the WPA arts projects. Delacorte Press, New York 1976.
- Monty Noam Penkower: The Federal Writers' Project: A Study in Government Patronage of the Arts. University of Illinois Press, Urbana 1977.
- Catherine A. Stewart: Long Past Slavery: Representing Race in the Federal Writers' Project. University of North Carolina Press, Chapel Hill 2016, ISBN 978-1469626260.